# Jakob Medved
Jakob Medved, slovenski geograf, * 26. julij 1926, Velka, † 10. december 1978, Ljubljana.
Medved je leta 1961 diplomiral na ljubljanski Filozofski fakulteti (FF) in prav ta 1964 tudi doktoriral. Leta 1962 se je zaposlil na oddelku za geografijo FF v Ljubljani, od 1973 kot izredni profesor za regionalno geografijo in metodiko geografije.
Medved se je veliko ukvarjal z regionalno geografijo in toponomastiko ter sodeloval pri pripravi več atlasov. Izdal je več knjig in okoli 50 razprav.